# آشوب (فیلم ۱۹۸۵)
آشوب (به انگلیسی: Ran) فیلمی حماسی از آکیرا کوروساواست که سال ۱۹۸۵ از روی نمایشنامه شاه لیر شکسپیر ساخته شد.
فیلم یکی از بهترین اقتباس‌هایی است که از آثار شکسپیر انجام شده‌است و به باور بسیاری آخرین شاهکار کوروساوا است. آشوب آخرین فیلم‌نامه کوروساوا است که با فرد یا افراد دیگری به‌طور مشترک نگاشته شده‌است.
در این فیلم تاتسویا ناکادای بازیگر قدیمی ژاپنی که در فیلم‌های دیگری از کوروساوا (مانند یوجیمبو، ۱۹۶۱) نقش آفرینی کرده بود، نقش اصلی را ایفا می‌کند. آشوب توانست در پنجاه و هشتمین دوره جوایز اسکار نامزد چهار جایزه اسکار از جمله بهترین کارگردانی برای خود آکیرا کوروساوا شد و در آخر جایزه اسکار بهترین طراحی لباس را به‌دست آورد.
آشوب آخرین فیلم حماسی کوروساوا و با اختلاف زیاد پرهزینه‌ترین فیلم او بود. در آن زمان، بودجه ۱۱ میلیون دلاری فیلم، آن را پرهزینه‌ترین فیلم ژاپنی در تاریخ کرد و از بودجه ۷٫۵ میلیون دلاری فیلم قبلی او، کاگه‌موشا، فراتر رفت.

## داستان
در دوران قرون وسطی، پادشاه هیداتورا ایشی مونجی (تاتسویا ناکادای) جنگاور سالخورده‌ای که در اواخر عمر خود تصمیم می‌گیرد تا سلطنت خویش را به سه فرزندش واگذار کند. اما این انتقال قدرت به فاسد کردن پسران و درگیری بین آنها منجر می‌شود.
هیداتورا سلطنتش را به فرزند ارشد خود تارو (آکیرا تئورا) واگذار می‌کند؛ اما سابارو (دایسوکی ریو) فرزند کوچکتر با این اقدام پدر مخالفت می‌ورزد و پدرش او را از فرزندی خود ساقط می‌کند.
مدتی بعد، تارو پسر بزرگتر با حیله همسرش بانو کائه (میکو هارادا) از پدرش نشان امپراتوری را طلب می‌کند تا قدرت بلامنازع پیدا کند و پدر از این اقدام وی خشمگین می‌شود و به پسر وسطی جیرو (جینپاچی نزو) پناه می‌برد…